# Paranthrene chrysochloris
Paranthrene chrysochloris is een vlinder uit de familie wespvlinders (Sesiidae), onderfamilie Sesiinae.
Paranthrene chrysochloris is voor het eerst wetenschappelijk beschreven door Hampson in 1897. De soort komt voor in het Oriëntaals gebied.